# Eugeniusz Złotorzyński
Eugeniusz Złotorzyński (ur. 6 stycznia 1928 w Olszance, zm. 11 lutego 1996) – polski działacz partyjny i państwowy, wojewoda suwalski (1975–1981).

## Życiorys
Syn Wincentego i Stefanii. Od 1947 do 1948 należał do Związku Młodzieży Wiejskiej RP Wici, a w latach 1948–1950 do Związku Młodzieży Polskiej. Z wykształcenia nauczyciel, od 1949 działał w Związku Nauczycielstwa Polskiego (w latach 1961–1962 kierował jego oddziałem powiatowym w Suwałkach). Od 1949 należał także do Towarzystwa Przyjaźni Polsko-Radzieckiej. W czerwcu 1951 został członkiem Polskiej Zjednoczonej Partii Robotniczej, był m.in. I sekretarzem Komitetu Powiatowego w Suwałkach (1970–1972) oraz członkiem egzekutywy Komitetów Wojewódzkich w Białymstoku i w Suwałkach; w KW w Białymstoku pełnił także w latach 1972–1975 funkcję sekretarza propagandy.
W latach 1964–1967 był słuchaczem Wydziału Ekonomiki Przemysłu w Wyższej Szkole Nauk Społecznych przy KC PZPR. W 1967 objął kierownictwo nad Ośrodkiem Szkoleniowym prezydium Wojewódzkiej Rady Narodowej w Białymstoku. W tym samym roku objął również funkcję przewodniczącego Prezydium Powiatowej Rady Narodowej w Suwałkach (odpowiednik starosty), którą sprawował do 1970. W 1972 odbył kurs w Wyższej Szkole Partyjnej w Moskwie. W 1975 pełnomocnik rządu ds. utworzenia województwa suwalskiego, następnie został pierwszym w historii wojewodą suwalskim. W powszechnej opinii uważany za jego twórcę dzięki dobrym relacjom z ówczesnym premierem Piotrem Jaroszewiczem. Urząd pełnił do 1981. Na początku 1981 roku uznano go za winnego braku porozumienia z „Solidarnością” w sprawie przejęcia nowej siedziby PZPR na cele społeczne i zmuszono go do rezygnacji.
W 1984 został odznaczony Krzyżem Komandorskim Orderu Odrodzenia Polski.